# Pavel Bratinka
Pavel Bratinka (ur. 14 marca 1946 w Bratysławie) – czeski inżynier, przedsiębiorca i polityk, działacz opozycyjny w okresie przed aksamitną rewolucją, w latach 1996–1998 minister, założyciel i pierwszy przewodniczący Obywatelskiego Sojuszu Demokratycznego (ODA).

## Życiorys
W latach 1964–1968 studiował na wydziale fizyki jądrowej i technicznej Politechniki Czeskiej w Pradze. Następnie przez rok kształcił się w Holandii. Od 1970 do 1974 pracował w Czechosłowackiej Akademii Nauk, jego zatrudnienia nie przedłużono, gdy odmówił zapisania się do jednego z satelickich ugrupowań partii komunistycznej. Podjął pracę w instytucie technicznym UTRIN, z którego zwolniono go w 1981. W latach 80. zatrudniany jako pracownik fizyczny, m.in. palacz.
W 1977 złożył podpis pod Kartą 77, współpracował z wydawnictwami drugiego obiegu. W 1989 należał do założycieli Obywatelskiego Sojuszu Demokratycznego, kierował nim do 1992. W 1990 zatrudniony w centrum koordynacyjnym Forum Obywatelskiego, w tym samym roku wybrany do jednej z izb Zgromadzenia Federalnego.
W 1992 objął stanowisko wiceministra spraw zagranicznych, które zajmował do 1996. Następnie do 1998 był ministrem bez teki w rządzie Václava Klausa. Od 1996 do 1998 zasiadał także w Izbie Poselskiej. W 1998 wystąpił z ODA, wycofał się z działalności politycznej, zakładając z partnerami przedsiębiorstwo konsultingowe.